# Leonard Spigelgass
Leonard Spigelgass (né le 26 novembre 1908 à Brooklyn, New York et mort le 15 février 1985) est un dramaturge, scénariste et producteur de cinéma américain.

## Biographie
Plusieurs des pièces de Leonard Spigelgass ont été jouées à Broadway, dont la comédie Le Pont japonais (A Majority of One) qu'il adapte au cinéma en 1961 pour un film réalisé par Mervin LeRoy, sous le titre A Majority of One.
Il a écrit les scénarios de onze films récompensés aux Oscars, et a été nommé à titre individuel pour l'Oscar du meilleur scénario pour Le Mystère de la plage perdue (Mystery Street) en 1951.

## Filmographie
- 1934 : Stingaree de William A. Wellman (co-scénariste)
- 1938 : Service de Luxe (co-scénariste)
- 1941 : Échec à la Gestapo (co-scénariste)
- 1949 : Allez coucher ailleurs (co-scénariste)
- 1951 : L'Amant de Lady Loverly (co-scénariste)
- 1951 : Le Mystère de la plage perdue (histoire)
- 1953 : Vicky (scénario)
- 1954 : Athena (co-scénariste)
- 1957 : La Belle de Moscou (scénario)
- 1957 : Dix mille chambres à coucher (scénario)
- 1960 : Pepe (scénario)
- 1961 : A Majority of One (adaptation)
- 1962 : Gypsy, Vénus de Broadway (Gypsy) (scénario)

## Théâtre
- 1959 : A Majority of One (titre français Le Pont japonais)
- 1963 : Dear Me, The Sky is Falling
- 1969 : The Wrong Way Light Bulb
- 1970 : Look to the Lilies